# Nemeskeresztúr, Vas
Nemeskeresztúr  este un sat în districtul Celldömölk, județul Vas, Ungaria, având o populație de 294 de locuitori (2011). 

## Demografie
Componența etnică a satului Nemeskeresztúr
     Maghiari (100%)
Componența confesională a satului Nemeskeresztúr
     Luterani (3,74%)
     Fără religie (1,7%)
     Necunoscută (94,56%)
Conform recensământului din 2011, satul Nemeskeresztúr avea 294 de locuitori. Din punct de vedere etnic, majoritatea locuitorilor (100,0%) erau maghiari. Nu există o religie majoritară, locuitorii fiind luterani (3,74%) și persoane fără religie (1,7%). Pentru 94,56% din locuitori nu este cunoscută apartenența confesională.